# Руштіор
Руштіор (рум. Ruștior) — село у повіті Бистриця-Несеуд в Румунії. Входить до складу комуни Шієуц.
Село розташоване на відстані 304 км на північ від Бухареста, 20 км на південний схід від Бистриці, 84 км на схід від Клуж-Напоки.

## Населення
За даними перепису населення 2002 року у селі проживала 631 особа, з них 629 осіб (99,7%) румунів. Рідною мовою 630 осіб (99,8%) назвали румунську.